# Jack Kelly
Pour les articles homonymes, voir Kelly.
Jack Kelly est un acteur américain né le 16 septembre 1927 à Astoria (New York) et mort le 7 novembre 1992 à Huntington Beach (Californie), surtout connu pour le rôle de Bart Maverick dans la série télévisée Maverick qui s'est déroulée sur ABC de 1957 à 1962 en tournant avec James Garner comme Brett Maverick, Roger Moore comme Beau Maverick et Robert Colbert comme Brent Maverick, avant de devenir le seul Maverick pour la cinquième saison.

## Biographie
Kelly est né à Astoria, dans l'arrondissement de Queens à New York. au sein d'une éminente famille de gens de théâtre. Sa mère, Nan Kelly, avait été une actrice de théâtre populaire à l'époque du cinéma muet et, son père, John Robert Powell, était acteur et directeur d'une grosse agence de mannequins new-yorkaise. Dès l'enfance, Jack Kelly et sa sœur, Nancy Kelly, actrice qui apparaît dans trente-six films entre 1927 à 1977 et est nommée à l'Oscar de la meilleure actrice pour La Mauvaise Graine (The Bad Seed, 1956), reçoivent tous deux des cours de leur mère qui dirige ensuite leur carrière.
Jack Kelly fait ses débuts de cinéma en 1939 en jouant des rôles non crédités dans deux films biographiques Et la parole fut (The Story of Alexander Graham Bell) de Irving Cummings et Vers sa destinée (Young Mr. Lincoln) de John Ford. Sa carrière est toutefois interrompue par la Seconde Guerre mondiale pendant laquelle il sert dans la United States Army Air Corps.
Son premier rôle crédité est celui du docteur James Mullenbach dans le désormais classique film noir Voyage sans retour (Where Danger Lives) de John Farrow, aux côtés de Robert Mitchum, Faith Domergue et Claude Rains. De grande taille (1,85 m), il enchaîne ensuite les figurations, surtout de militaires, puis les petits rôles de plus en plus consistants dans une trentaine de films pendant les années 1950. Il tient son premier grand rôle dans Nuit de terreur (The Night Holds Terror) de Andrew L. Stone en 1955. À partir de la même année, il oriente progressivement sa carrière vers la télévision.
En 1957, il décroche le plus important rôle de sa carrière, celui de Bart Maverick dans 83 épisodes de la série télévisée Maverick. Après la fin de cette série en 1962, il multiplie les participations comme artiste invité dans de nombreuses séries télévisées. Dans les années 1980 et 1990, lors de ses dernières apparitions à la télévision, il incarne de nouveau le personnage de Bart Maverick, notamment pour le téléfilm The Gambler Returns: The Luck of the Draw (1991), aux côtés de Kenny Rogers.

## Filmographie

### Cinéma
- 1939 : Et la parole fut (The Story of Alexander Graham Bell) de Irving Cummings : Le fils du banquier (non crédité)
- 1939 : Vers sa destinée (Young Mr. Lincoln) de John Ford : Matt Clay enfant (non -crédité)
- 1949 : L'Homme de Kansas City (Fighting Man of the Plains) d'Edwin L. Marin :  un vacher (non crédité)
- 1949 : Mariage compliqué (Holiday Affair) de Don Hartman : un homme ivre dans le train (non crédité)
- 1950 : Peggy de Frederick de Cordova : Lex (non crédité)
- 1950 : Voyage sans retour (Where Danger Lives) de John Farrow : Dr James Mullenbach
- 1950 : Les Cadets de West Point (The West Point Story) de Roy Del Ruth : officier en fonction (non crédité)
- 1951 : Call Me Mister de Lloyd Bacon : un soldat en marche (non crédité)
- 1951 : New Mexico de Irving Reis : soldat Clifton
- 1951 : On murmure dans la ville (People Will Talk) de Joseph L. Mankiewicz : étudiant dans la salle de classe (non crédité)
- 1951 : Duel sous la mer (Submarine Command) de John Farrow : Lieutenant Paul Barton
- 1951 : The Wild Blue Yonder de Allan Dwan : Lieutenant Jessup
- 1952 : Bronco Buster de Budd Boetticher : un photographe (non crédité)
- 1952 : Les Conducteurs du diable (Red Ball Express) de Budd Boetticher : Heyman
- 1952 : No Room for the Groom de Douglas Sirk : Will Stubbins
- 1952 : Sally and Saint Anne de Rudolph Maté : Mike O'Moyne
- 1953 : La Belle Rousse du Wyoming (The Redhead from Wyoming) de Lee Sholem : Sandy
- 1953 : Le Tueur du Montana (Gunsmoke) de Nathan Juran : "Curly" Mather
- 1953 : Quand la poudre parle (Law and Order) de Nathan Juran : Jed
- 1953 : L'Héroïque Lieutenant (Column South) de Frederick de Cordova : soldat Vaness
- 1953 : The Stand at Apache River de Lee Sholem : Hatcher
- 1953 : Le Crime de la semaine (The Glass Web) de Jack Arnold : ingénieur TBC (non crédité)
- 1954 : Le Destin est au tournant (Drive a Crooked Road) de Richard Quine : Harold Baker
- 1954 : La Ruée sanglante (They Rode West) de Phil Karlson : Lieutenant Raymond
- 1954 : Le Secret magnifique (Magnificent Obsession) de Douglas Sirk : premier mécanicien (non crédité)
- 1954 : The Bamboo Prison de Lewis Seiler : Slade
- 1954 : Mardi, ça saignera (Black Tuesday) d'Hugo Fregonese : Frank Carson
- 1955 : Le Souffle de la violence (The Violent Men) de Rudolph Maté : DeRosa
- 1955 : Le Culte du cobra (Cult of the Cobra) de Francis D. Lyon : Carl Turner
- 1955 : Double Jeopardy de R. G. Springsteen : Jeff Calder
- 1955 : Nuit de terreur (The Night Holds Terror) de Andrew L. Stone : Gene Courtier
- 1955 : L'Enfer des hommes (To Hell and Back) de Jesse Hibbs : Kerrigan
- 1956 : Planète interdite (Forbidden Planet) de Fred M. Wilcox : Lieutenant Jerry Farman
- 1956 : Le Diabolique M. Benton (Julie) de Andrew L. Stone : Jack (copilote)
- 1956 : Canasta de cuentos mexicanos de Julio Bracho : Eddie Winthrop (sketch Canasta)
- 1957 : She Devil de Kurt Neumann : Docteur Dan Scott
- 1957 : Taming Sutton's Gal de Lesley Selander : Jugger Phelps
- 1958 : Hong Kong Affair de Paul F. Heard : Steve Whalen
- 1961 : A Fever in the Blood de Vincent Sherman : Dan Callahan
- 1965 : Love and Kisses de Ozzie Nelson : Jeff Pringle
- 1968 : L'Enfer de la guerre (Commandos) de Armando Crispino : Capitaine Valli
- 1969 : La Vengeance du Shérif (Youg Billy Young) de Burt Kennedy : John Behan
- 1976 : The Human Tornado de Cliff Roquemore : capitaine Ryan
- 1978 : Spawn of the Slithis de Stephen Traxler : annonceur radio (voix)

### Télévision
- 1954 : Swimming Problem, épisode 27, saison 1 de la série télévisée Meet Mr. McNutley : Clay Allison
- 1954 : Clay Allison, épisode 26, saison 1 de la série télévisée Histoires du siècle dernier (Stories of the Century) : Clay Allison
- 1954 : The Sound of Silence (épisode 30, saison 1), Girl on the Drum (épisode 32, saison 1) et This Man for Hire (épisode 7, saison 2) de la série télévisée The Pepsi-Cola Playhouse
- 1955 : Safe Journey, épisode 5, saison 1 de la série télévisée The Star ans the Story réalisé par Blake Edwards : le détective
- 1955 : Patrick Henry, épisode 23, saison 4 de la série télévisée Hallmark Hall of Fame : l'attorney Patrick Henry
- 1955 : Man Down, Woman Screaming, épisode 28, saison 2 de la série télévisée City Detective : Tom Arthur
- 1955 : Sunrise on a Dirty Face, épisode 23, saison 3 de la série télévisée Cavalcade of America : James E. West
- 1955 : My First Bullfight, épisode 23, saison 1 de la série télévisée TV Reader's Digest : Sidney Franklin
- 1955 : King's Row, épisode 1, saison 1 de la série télévisée Warner Bros. Presents : Dr. Parris Mitchell
- 1955 : The Creaking Gate, épisode 46, saison 5 de la série télévisée Lux Video Theatre réalisé par George Roy Hill : invité de l'entracte
- 1955-1956 : Dr. Hudson's Secret Journal - 3 épisodes : Dr. Bennett
- 1956 : Kristi, épisode 25, saison 1 de la série télévisée Jane Wyman Presents : Rayburn Stone
- 1956 : The Green Promise, épisode 19, saison 6 de la série télévisée Lux Video Theatre réalisé par Earl Eby : David
- 1956 : Scent of Roses, épisode 29, saison 1 de la série télévisée Jane Wyman Presents : Gilman
- 1956 : The Return of Jubal Dolan, épisode 30, saison 1 de la série télévisée Frontier : Jubal Dolan
- 1956 : The Fred Graham Story, épisode 5, saison 3 de la série télévisée The Millionaire : Fred Graham
- 1956 : Hostage, épisode 31, saison 1 de la série télévisée Frontier : Oran
- 1956 : Explosion, épisode 8, saison 6 de la série télévisée Schlitz Playhouse of Stars
- 1957 : Just Across the Street, épisode 16, saison 7 de la série télévisée Lux Video Theatre : Fred Newcombe
- 1957 : The U.S.S. Tigrone Sets a Record, épisode 8, saison 1 de la série télévisée The Silent Service : Commandant Hiram Cassedy
- 1957 : The Idea Man , épisode 32, saison 5 de la série télévisée The Ford Television Theatre : Hal Jeffers
- 1957 : Sally Tries to Say No, épisode 2, saison 1 de la série télévisée Sally : Tony Rhodes
- 1957-1962 : Maverick (série TV) de Roy Huggins - 83 épisodes : Bart Maverick
- 1962 : Opération F.B.I à Cap Canavéral (FBI Code 98), téléfilm de Leslie H. Martinson : Robert P. Cannon
- 1963 : Shadow of a Man, épisode 1, saison 3 de la série télévisée Kraft Television Theatre : Sam Greenlee alias Walter Neff
- 1991 : The Gambler Returns: The Luck of the Draw, téléfilm de Dick Lowry : Bart Maverick